# Hadrianus Junius
 (mai 2023).
La mise en forme du texte ne suit pas les recommandations de Wikipédia : il faut le « wikifier ».
Les points d'amélioration suivants sont les cas les plus fréquents. Le détail des points à revoir est peut-être précisé sur la page de discussion.
- Les titres sont pré-formatés par le logiciel. Ils ne sont ni en capitales, ni en gras.
- Le texte ne doit pas être écrit en capitales (les noms de famille non plus), ni en gras, ni en italique, ni en « petit »…
- Le gras n'est utilisé que pour surligner le titre de l'article dans l'introduction, une seule fois.
- L'italique est rarement utilisé : mots en langue étrangère, titres d'œuvres, noms de bateaux, etc.
- Les citations ne sont pas en italique mais en corps de texte normal. Elles sont entourées par des guillemets français : « et ».
- Les listes à puces sont à éviter, des paragraphes rédigés étant largement préférés. Les tableaux sont à réserver à la présentation de données structurées (résultats, etc.).
- Les appels de note de bas de page (petits chiffres en exposant, introduits par l'outil «  Source ») sont à placer entre la fin de phrase et le point final[comme ça].
- Les liens internes (vers d'autres articles de Wikipédia) sont à choisir avec parcimonie. Créez des liens vers des articles approfondissant le sujet. Les termes génériques sans rapport avec le sujet sont à éviter, ainsi que les répétitions de liens vers un même terme.
- Les liens externes sont à placer uniquement dans une section « Liens externes », à la fin de l'article. Ces liens sont à choisir avec parcimonie suivant les règles définies. Si un lien sert de source à l'article, son insertion dans le texte est à faire par les notes de bas de page.
- La présentation des références doit suivre les conventions bibliographiques. Il est recommandé d'utiliser les modèles {{Ouvrage}}, {{Chapitre}}, {{Article}}, {{Lien web}} et/ou {{Bibliographie}}. Le mode d'édition visuel peut mettre en forme automatiquement les références.
- Insérer une infobox (cadre d'informations à droite) n'est pas obligatoire pour parachever la mise en page.

Pour une aide détaillée, merci de consulter Aide:Wikification.
Si vous pensez que ces points ont été résolus, vous pouvez retirer ce bandeau et améliorer la mise en forme d'un autre article.
Hadrianus Junius ou Adriaen de Jonghe (1511-1575) est un médecin, humaniste et poète néerlandais, né à Hoorn le 1er juillet 1511, mort le 16 juin 1575, à Arnemuiden. Il est considéré aux Pays-Bas comme l'un des plus grands penseurs de ce pays avec Érasme.

## Biographie
Hadrianus Junius ou Adriaen de Jonghe est né le 1er juillet 1511 à Hoorn, ville de Frise occidentale, partie de la Hollande, dans les Provinces-Unies.
Son père avait été maire de la ville pendant cinq ans.
Durant ses premières années il eut comme professeur Johannes Hejerd et peu après, en 1523, il fut envoyé à Haarlem à l’École latine, où il a reçu l’enseignement du recteur Meyster Jacob. Il a également reçu des leçons de  Nicolaus Galius (Nicholas van Galen) et du médecin Johannes Gallus.
Le 29 septembre 1534 il s'inscrivit à l’université de Louvain, mais il résida en Hoornau au moins de début de juillet jusqu'à la mi-novembre 1537. Il partit ensuite pour un Grand Tour, qui l’a probablement conduit à Cologne dans les Allemagnes. En juin 1538, il était à Sienne et le 24 février 1540, il a obtenu un doctorat en médecine et en philosophie à Bologne. Il s'est ensuite rendu à Paris, où il se trouvait le 20 décembre 1540. C’est là, qu’en 1541, sa première œuvre fut publiée par Wechel ; il s’agissait d’une traduction de Cassius Medicus. À Paris Junius étudia plus avant la médecine et assista aux leçons de Jacobus et de Jean Fernel Hollerius. Il est resté à Paris probablement au moins jusqu'au 28 septembre 1542.
Aux alentours d’octobre 1543, Edmund Bonner, évêque doyen de Londres, invita Junius à venir en Angleterre. Junius y arriva le 22 mars ou le 10 avril 1544 et fut mis au service de la famille Howard comme médecin personnel de Thomas Howard, troisième duc de Norfolk. À compter du 8 août 1544, Junius fut également le précepteur des deux fils du fils de son patron Henri Howard, le poète, comte de Surrey ».
Junius a publié une édition de Curtius Rufus (Quinte-Curce) (Anvers, 1546).
En décembre 1546, ses mécènes ont été accusés de haute trahison.
Junius était alors à la résidence de Henry Howard à Kenninghall (Norfolk) et il ne put éviter que la bibliothèque de son patron, qui était à Lambeth, dans le Surrey (maintenant Londres) ne fut pillée, de concert avec ses propres livres.
Douze jours avant l'exécution de Henry Howard, le 19 janvier 1547, Junius dédia son édition des Symposiaca Problemata de Plutarque   (Paris, 1547) à son nouveau patron, le diplomate impérial François van der Dilft ou Franciscus Dilfius. Il résidait alors dans les quartiers où demeuraient la plupart des ambassadeurs étrangers : le vieillissant  palais Bridewell, où il était le médecin personnel d’une dame noble (peut-être la femme de Dilfius ?).
Au cours des deux années, qui suivirent, il travailla sur un dictionnaire grec-latin (Bâle, 1548), qu’il a dédié au jeune roi Édouard VI.
Le 1er novembre 1550, Junius fut nommé recteur de l’École latine à Haarlem, où il avait fait ses études.
Agacé par le peu de temps que lui octroyait cette position, pour ses études, il démissionna huit mois plus tard, le 1er mai 1552, pour devenir médecin dans les services de la ville.
Junius peut avoir vécu à Hoorn pour une courte période pendant la première moitié de 1554, mais en septembre, il était de retour à Londres, ce qui lui permit d’offrir à la reine Marie Tudor son poème épique Philippeis, en l'honneur de son mariage avec Philippe II le 2 juillet 1554.
Il paraît s'être plaint du peu de récompense qu’il avait reçues et semble être retourné aux Provinces-Unies à la fin de 1554. Ce qui est certain, c’est qu'il était de retour à Haarlem le 27 janvier 1556.
En effet, cette année-là eut lieu le mariage de Junius avec Maria Wilhelmina Keizersgracht, qui lui a apporté une riche dot, ce qui lui a permis de finalement poursuivre ses études sans interruption.
Il a publié son Animadversa (Bâle, 1556), les annotations sur Seneca (Bâle, 1557), une partie de commentaires Eustathe sur Homère ( Copiae Cornu, Bâle, 1558) et les Adages (Bâle, 1558).
Peu de temps après la mort de sa première femme, il épousa Adrianne Hasselaer, sœur de Kenau Simonsdochter Hasselaer, femme héroïque qui connut la gloire lorsqu’Haarlem fut assiégée en 1573.
La mort de sa première femme a forcé Junius à ouvrir une école privée à Haarlem en 1558, date qui marque le début de la période de six années au cours de laquelle Junius n'a pas publié une seule œuvre, mais durant laquelle il s'est fermement introduit dans le réseau d'artistes et écrivains de Haarlem, qui prisaient ses épigrammes, contribuant ainsi à leurs travaux.
Parmi ses amis se trouvaient le poète Dirck Volkertszoon Coornhert, le peintre Maarten van Heemskerck, et l'imprimeur et graveur Philippe Galle.
Junius a également été en contact personnel avec Johannes Sambucus, qui a visité les Pays-Bas méridionaux en 1563-1564. Et, si les propres publications de Sambucus ont ralenti la publication de son Nomenclator, on retrouve dans la correspondance une lettre dans laquelle Sambucus loue la qualité du travail de Junius.
En avril 1564, Junius s’est déplacé à Copenhague pour devenir le médecin du roi Frédéric II et remplacer un professeur de médecine qui était mort en janvier 1564. L'arrangement s'est avéré satisfaisant.
Le 9 juin Junius était de retour à Haarlem. Là, il publia un traité sur les types de champignons (Phallus, Delft, 1564) et établit des contacts avec la presse Plantin à Anvers, où depuis lors, toutes ses œuvres seront imprimées : son Nonius Marcellus (1565), le poème Anastaurosis (1565), son populaire et influent Emblemata (1565), ses annotations sur Plaute (1566), son travail sans doute le plus vaste, le dictionnaire multilingue Nomenclator (1567), ses Éditions de Martial (1568), sa Traduction de Eunape (1568) et son Édition et traduction de Hésychius Milesius (1572).
Le 5 février 1566, Junius fut nommé historien des États de Hollande et de Frise occidentale et reçut la tâche d'écrire une histoire de la Hollande.
Junius avait dédié sa collection d'éditions à Arnoldus Cobelius (Arnold Coebel), trésorier de la province de Hollande ; cette prise de position politique lui a permis de s'attaquer à la biographie de dix-neuf personnalités importantes (principalement néerlandaises) : des hommes politiques, des diplomates, des collègues et des humanistes.
Durant les cinq années suivantes, bien que cette période fût brièvement interrompue par un troisième voyage en Angleterre en 1568 pour offrir à Élisabeth Ire sa traduction de Eunape, Junius a travaillé sur ce projet et a terminé le premier volume de son travail en 1570. En raison d'un changement de la situation politique des États de Hollande, il fut décidé de ne pas imprimer ce travail, mais Junius a continué à y travailler jusqu'au début de 1575.
En décembre 1572, Haarlem fut assiégé par les troupes espagnoles. Néanmoins en février 1573, Guillaume d'Orange, qui s’était retiré dans son fief à Delft, demanda à Junius de l'accompagner. Apparemment, Junius a pu quitter la ville, qui se rendit un peu plus tard aux Espagnols ; ces derniers confisquèrent la bibliothèque de Junius.
Junius put sauver quelques livres et manuscrits à Alkmaar avant la chute d’Haarlem.
En février 1574 Junius quitta Delft pour devenir médecin de la ville de Middelbourg dans la province de Zélande. L'année suivante, il fut nommé professeur de médecine à la nouvelle université de Leyde.
Mais Junius tomba malade et mourut le 16 juin 1575, lors d’une visite à sa belle-sœur Kenau à Arnemuiden.
Son fils, Petrus s’est arrangé pour que ses restes fussent rapatriés dans la Koorkerk à Middelburg le 29 avril 1579.
Plusieurs de ses œuvres, comme son Nomenclator, ont été publiées après sa mort. L'imprimerie Johan Enschedé fit ériger une statue à son effigie à Haarlem en 1768. Il existe également une rue Junius à Hoorn depuis 1956.

## Œuvres

### Œuvres publiées par Junius lui-même
- 1531-1552 Nomenclator omnium rerum propria nomina variis linguis explicata indicans 1531-1552 ; Version latine : 1565, 1566, 1569, 1575, 1585 ; Version française : 1567, 1570 et 1575.Junius, Hadrianus (1511-1575) : Nomenclator octilinguis: omnium rerum propria nomina continens. Ab Adriano Junio antehac collectus, nunc vero renovatus, auctus, [...]. Accessit [...] alter Nomenclator e duobus veteribus glossariis, Hermanni Germbergii opera et studio, [...]. (Beigefügt in: Ranconnet, Aimar de: Thrésor de la langue françoyse, tant ancienne que moderne. Rev. et augm. [...] par Jean Nicot. [...] Ensemble le Nomenclator de Iunius [....].) - Paris: David Douceur, 1606. - [2], 192, [36] S. 2° - Signatur: Sch 100/206 Thesaurus Eruditionis der Projekte CAMENA - Corpus Automatum Multiplex Electorum Neolatinitatis Auctorum

- 1548 Lexicon Graecum. Lexicon Graecolatinum, Gesner Conrad, Junius Hadrianus, Basilea, 1548 :

- 1556 Animadversorum Libri VI. Hadriani Iunii Hornani medici Animadversorum libri sex : omnigenae lectionis thesaurus, in quibus infiniti pene autorum loci corriguntur & declarantur, nunc primum & nati, & in lucem aediti ; Eiusdem de coma commentarium quo haud scio an quicquam extet in eo genere vel eruditius vel locupletius -[Michael Isengrin]-1556  (numérisation e-rara.ch)

- 1556 Commentarius de anno et mensibus. Fastorum liber sive Hemerologion. De Anno & mensibus commentarius, item Fastorum lib. sive hēmerologeion : quo quicquid peculiariter apud Graecos, Hebraeos, Romanos, caeterasque exteras nationes memorabile quolibet die actum fuerit et observatum, compendio commonstratur / Praeterea calendarium syllabicum in quo totius anni dies ad calculum sunt vocati. Antiquitatis item reliquiae, fasti Caesariani imperante Augusto Caes. in marmore incisi, & calendarium quod rusticum nominant ; Postremo Isocratis ad Demonicum admonitoria -[Heinrich Petri]-[1556]

- 1558 Adagiorum ab Erasmo omissorum centuriae octo cum dimidiâ. Adagiorum centuriae octo Centuriae VIII, cum dimidia Basilea 1558 [VD16 J 1091], Junius, Hadrianus, Basilea 1558

- 1558 Adagia 'Adagia (1558).

- 1565 Aenigmata et Emblemata. Emblemata Hadriani Iunii medici Emblemata - Junius, Hadrianus, 1511-1575 Colophon on K4v: "Excudebat Christophorus Plantinus Antuerpiae, anno MDLXV idibus Maii [May 1565].

- Cassius Jatrosophista. Cassius medicus Livre des animaux

- Q. Curtius. Quinte Curse.

- Plutarchi Symposiaca Problemata. Traduction.

- Philippeis sive Epithalamium in Philippi et Mariae nuptias.

- Commentarius de Comâ.

- Scholia in L. Annaei Senecae Ludum de morte Claudii Caesaris.

- Cornu copiae sive Eustathii in Homerum commentariorum compendium.

- Phallus ex fungorum genere.

- Nonius Marcellus. (De propritate Sermonum.)

- Fulgentius Placiada. (De Prisco sermone.)

- Anastaurosis Christi.

- Scholia in Juvenalem.

- Commentarius in Horatii Carmina.

- Commentarius in Librum III Aeneidos Virgilii.

- Martialis.

- Observationes in Plauti Comoedias.

- Hesychius Milesius Illustrius.

- Lugduni Batavorum ab obsidione liberatio. Fastus Ibericus. Augurium in Academiam L. Bat.

- Varia Carmina.

### Travaux publiés sous son nom
- Epicedia in mortem Caroli V, Ferdinandi Imperatoris et Erasmi (1)[1].

- Satyrae, inter quas Douzae nominantur Braccatus, Gerulus et Manicatus (2) [2].

- Annotationes in Plinium (3) [3].

- Isocratis Paraenesis ad Demonicum (4) [4].

- Theophylacti Symocatae Medicae Quaestiones (5) [5].

- Commentarius in utrumque Senecam (6) [6].

- Haec operâ locis allatis edita qu'idem ferun-tur ; ea autem typis mandata esse non adse verare audeo, siquidem certa mihi deficiunt testimonia (7) [7].

### Publications posthumes
- 1581 Imperii ac sacerdotii ornatus . Diversarum item gentium peculiaris vestitus. Excudebat Abr. Bruin. His adjunxit commentariolos Caesar. Pontif. ac sacerdotum Hadr. Damman,... Omnium pene Europae, Asiae, Aphricae atque Americae gentium habitus. Abraham de Bruÿn excudit å 1581 -[s.n.]-15..

- 1588 Batavia, important travail historique sur la province de Hollande, Batavia (publié à titre posthume en 1588). En effet, Guillaume d'Orange l'avait nommé historien officiel de la province de Hollande en 1565. Junius connaissait personnellement Andrea Alciato (André Alciat) depuis son séjour à Bologne ; c'est ce dernier qui organisa la rencontre avec l'éditeur Christian Wechel à Paris pour une nouvelle édition de son principal ouvrage, le Nomenclator. On a remarqué que dans cet ouvrage, il fut le premier à attribuer à Laurent Coster l'invention de l'imprimerie.

- 1588 Gemma Gemmarum, seu Nomenclatoris Hadr. Iunii epitome, Junius Hadrianus, Lipsia, 1588 :

- 1596 Eunapius Sardianus. Eunapiu tu Sardianu Bioi philosophon kai sophiston, [Heidelberg], 1596 :

- Joh. Ravisii Textoris Epithetorum Epitome.

- Adagiorum Compendium.

- Poematum Liber Primus.

- Observationes in Petronium.

- Epistolae, quibus accedit oratio.

- Echo.

- Epistola Lucani.

### Œuvres inédites
- Suidas.

- Galenus.

- Lucanus.

- P. Vegetius.

- Marius Plotius et Servius.

- Plutarchus.

- Vitruvius.

- Notae in Senecae Furentem.

- Aphorismi Hippocratis carmine donati.

- Stromata sive Epitheta Graeca.

- Epithalamium in Casimiri nuptias.

- Sozomenus.

- Collectanea de Divinatione.

- Epistolae.

- Poemata.

- Notae in Vitam Epicuri « Diogene Laertio scriptum.

- Le Nomenclator latin-français-breton de Guillaume Quiquer de Roscoff (1633) réédité et annoté par Gwennole Le Menn, Skol 2000.

## Études - Ouvrages de référence
- SCHELTEMA, Diatribe in Hadriani Tunii vitam ; Amsterdam, 1836, in-8.
- Dirk van Miert et Steven Surdèl, « Junius, Hadrianus », dans Vies d'humanistes, (c) Accueil, n° 2007 :
- Valerius Andreas 1643 Castellanus 1618, 228-229;, 11-13;
  - Petri de Jonghe, Viri Consularis Filius, Hornae apud Batavos anno 1512 ipsis Julii Kalendis natus pueritiae suae formatorem laudat Nicolaum Galium, ferrea, ut scribit memoria. Ipse vero non minus quoque memoria valuit, quippe Doctor Medicus, Historicus, Philologus, Poeta, linguarumque, praeter vernaculam, Italiae, Gallicæ, Hispanicae ; Germanicae, et Anglicae (quas juvenis dictiones obierat) ad haec Latinae, Grecaeque in paucis peritus ; quo nomine doctorum omnium admirationem laudemque meruit, atque ingenii tam varii, variis editis monumentis aeternam sibi memoriam comparavit.
- Freherus 1688, 1270; Pauli Freheri theatrum virorum eruditione clarorum, In quo vitæ & scripta theologorum, jureconsultorum, medicorum & philosophorum, tàm in Germania superiore & inferiore, quàm in aliis Europæ regionibus, Græcia nempè, Hispania, Italia, Gallia, Anglia, Polonia, Hungaria, Bohemia, Dania & Suecia a seculis aliquot, ad hæc usque tempora, florentium, secundum annorum emortalium seriem, tanquam variis in scenis repræsentantur. Opus omnibus eruditis lectu jucundissimum in quatuor partes divisum, quarum I. Theologos varios. II. Magnates, jurisconsultos & politicos. III. Medicos, chymicos, botanicos, anatomicos &c. IV. Philosophos, philologos, historicos, mathematicos, poetas, &c. complectitur. Cum indice locupletissimo
- Bayle 1697, 205-208; 1820, 476-481 ;
- Morery 1702 (284);
- Niceron 1729-1745;
- Jocher 1750, 2023-2024;
- Delvenne 1828, 577-578;
- Escury Collot d '1829, 123-125;
- Feller 1838, 723;
- van der Aa 4, 1852, 73-75;
- NNBW 7, 1927, 692-694; CL 1997, 449-455; ODNB 30 , 2004, 835-836.

## Études critiques
- Aston, M. bedpost Le Roi: Réforme et de l'iconographie dans un portrait de groupe Tudor, 1993, 176-199;
- Heesakkers, CL 'Neulateinische Geschichtsschreibung im Holländischem Humanismus des 16. Jahrthuderts dans ACNG, 201-209;
- Heesakkers, CL Tussen Erasmus fr Leiden. Hadrianus Junius en zijn voor de betekenis ontwikkeling van het humanisme en Hollande de zestiende eeuw, Leyde, 1986;
- Heesakkers, CL De Europese horizon de van de Neolatijnse literatuur, dans MA Dussen Schenkeveld-van der (dir.), Nederlandse literatuur - Een Geschiedenis, Groningen 1993, 147-152;
- Heesakkers, CL 'Junius, Hadrianus (1511-1575) », dans CL , 449-455;
- Heesakkers, CL 'Hadriani Iunii MédicisEmblemata (1565) », dans K. et A. Visser Enenkel (eds.), Emblematicus Mundus. Études en Livres emblème néo-latine, Turnhout 2003, 33-69;
- Rademaker, CSM 'De Nomenclator van Hadrianus Junius, Hermeneus, 39 (1967-1968);
- van Miert, D. van Batavia De voorwoorden Hadrianus Junius, [éd ., intr, tr, comm] Hoorn, 1996;
- van Miert, D. Junius Hadrianus  zijn in Batavia. Praeliminaria voor een Biografie en zijn voor een Studie van boek dessus de la Hollande (MA-thèse, inédit);
- van Miert, D. «Les croyances religieuses de Hadrianus Junius (1511-1575)», dans: ACNC, 583-594; van Miert, D. «Adriano Junio y su Batavia ». Dans: J.-M. Maestre Maestre et al. (Eds), Humanismo y pervivencia del mundo Clásico 3 (Cádiz, 2003), 1513-1517;
- van Miert, D. «Receptie dans le paradoxe: een van de vergelijking voorwoorden van Junius fr Livius ', lampas, 37 / 2 (2004), 209-215;
- Veldman, IM  'Enkele aanvullende gegevens omtrent de Biografie van Hadrianus Junius, BMGN 89 (1974), 375-384;
- Veldman, IM 'Maarten van Heemskerck et Hadrianus Junius: la relation entre un peintre et un humaniste », Simiolus , 7 / 1 (1974), 35-54;
- Vermaseren, BA 'Het ontstaan van Hadrianus Junius Batavia (1588) », dans Huldeboek voor Pater Dr Kruitwagen Bonaventura. (La Haye, 1949), 406-426 ;
- Wesseling, A. David Joris « Fils de Dieu », une satire inédite par l'humaniste hollandais Hadrianus Junius, NAKG 71 (1991), 50-57.